# Smittia gridellii
Smittia gridellii är en tvåvingeart som beskrevs av Marcuzi 1947. Smittia gridellii ingår i släktet Smittia och familjen fjädermyggor.
Artens utbredningsområde är Italien. Inga underarter finns listade i Catalogue of Life.